# Міжштатна автомагістраль 15
Міжштатна автомагістраль 15 (Interstate 15, I-15) — десята за довжиною міжштатна автомагістраль, після Interstate 35, і четверта за довжиною з півночі на південь міжштатна автомагістраль в США. I-15 проходить через штати Монтана, Айдахо, Юта, Аризона, Невада, і Каліфорнія, починаючи з канадського кордону до Сан-Дієго, біля до мексиканського кордону. Ця міжштатна автомагістраль обслуговує великі міста Б'ютт, Солт-Лейк-Сіті і Лас-Вегас. Вона також проходить поблизу міських районів Гелени, Огдену, округу Лос-Анджелес і округу Орандж.